# Patterns (Small Faces)
"Patterns" is de achtste single van Small Faces. Het liedje werd geschreven door Steve Marriott en Ronnie Lane. Het was de tweede en laatste single die Decca Records uitgaf nadat de band in 1967 was overgestapt naar Immediate Records. Op de B-kant stond "E too D", dat in mei 1966 ook op het album Small Faces stond.

## Musici
- Ronnie Lane - basgitaar, zang
- Kenney Jones - drums
- Ian McLagan - toetsen
- Steve Marriott - zang, gitaar